# Семашко, Валентин Владиславович
Валенти́н Владисла́вович Сема́шко (10 октября 1893 — 28 февраля 1982) — советский военный деятель, заместитель начальника штаба Ленинградского фронта, генерал-майор.

## Биография
Член РКП(б) с 1918 года. В 1926—1929 годах — начальник Рязанской пехотной школы. В 1929—1931 годах — начальник Рязанского пехотного училища. 
Участник Великой Отечественной войны. В 1941 году — заместитель начальника штаба Ленинградского фронта, командующий Кингисеппским участком обороны, преобразованным затем в Копорскую оперативную группу. В сентябре 1941 группа упразднена. Генерал Семашко был направлен в распоряжение Главного управления кадров Красной Армии. Арестован 10 апреля 1942 года. 
Обвинялся в том, что был настроен против политики партии и правительства по вопросам коллективизации сельского хозяйства, заявлял, что колхозы привели страну и тяжелое положение и в результате крестьянство, как основной контингент армии, не желает воевать за Советскую власть. Также в обвинении указывалось, что под влиянием первых успехов германских войск Семашко проявлял пораженческие настроения, вместе с генералом Ф. С. Ивановым обвинял руководство Красной Армии в неумении руководить войсками и заявлял, что Германия одержит победу.
В декабре 1945 года по завершении расследования Булганин, Антонов и Абакумов направили И. В. Сталину предложения по освобождению нескольких ранее арестованных генералов, в их числе и В. В. Семашко. Освобождён в январе 1946 года.

## Воинские звания
- Комбриг (26.11.1935).
- Комдив (22.02.1938).
- Комкор (9.02.1939).
- Генерал-майор (4.06.1940).